# SAPオープン
SAPオープン（SAP Open）は、アメリカ合衆国カリフォルニア州サンノゼのHPパビリオンで2月第2週に開催されていたATPツアートーナメントである。サーフェスは屋内ハードコート。大会のグレードは1997年大会までがATPワールドシリーズ、2008年大会までがATPインターナショナルシリーズ、2009年大会から2013年大会はATPワールドツアー250シリーズに属す。大会のグレードこそ低いものの、テニス普及の黎明期である19世紀から120年以上続く大会であり、アメリカ国内では全米オープンに次ぐ古い歴史を持つ伝統ある大会であったが2013年度を最後に終了した。

## 歴史
SAPオープンは1889年に太平洋岸選手権（the Pacific Coast Championship）の名でカリフォルニア州モントレーのオールド・デルモンテ・ロッジで第一回大会が開催された。アメリカ国内のテニストーナメントとしては1981年開始の全米オープンに次ぐ2番目の歴史を持つ大会であり、これは全豪オープンや全仏オープンよりも長い歴史を持つことを意味する。開催場所としてはバークレーのバークレー・テニス・クラブやサンフランシスコのサンフランシスコ・シビック・センターが長く開催場所として用いられてきたが、1993年にサンノゼに「サンノゼ・アリーナ」(現在のHPパビリオン)が建設された事を受け、翌1994年大会からここを開催場所として一貫して用いている。以前は男女共催大会として開催されてきた歴史もあり、女子シングルス部門が1922年大会から1972年大会まで、女子ダブルス部門が1923年大会から1969年大会まで存在した。またグランドスラム大会以外で混合ダブルス部門が併設されていた珍しい大会でもあり、こちらは1930年大会から1967年大会まで存在した。大会は第二次世界大戦中にも開催が継続されていたが、この頃の選手は軍務に就きながらテニス選手を続けていた者も居た為、当時のドロー表には選手名と共に軍人としての肩書きが併記されている。

## 大会歴代優勝者

### 男子シングルス
| 開催地           | 大会   | 年                   | 優勝                       | 準優勝                         | 試合結果                |
| ---------------- | ------ | -------------------- | -------------------------- | ------------------------------ | ----------------------- |
| サンノゼ         | 124th  | 2013                 | ミロシュ・ラオニッチ       | トミー・ハース                 | 6–4, 6–3                |
| サンノゼ         | 123rd  | 2012                 | ミロシュ・ラオニッチ       | デニス・イストミン             | 7–6(3), 6–2             |
| サンノゼ         | 122nd  | 2011                 | ミロシュ・ラオニッチ       | フェルナンド・ベルダスコ       | 7–6(6), 7–6(5)          |
| サンノゼ         | 121st  | 2010                 | フェルナンド・ベルダスコ   | アンディ・ロディック           | 3–6, 6–4, 6–4           |
| サンノゼ         | 120th  | 2009                 | ラデク・ステパネク         | マーディ・フィッシュ           | 3-6, 6-4, 6-2           |
| サンノゼ         | 119th  | 2008                 | アンディ・ロディック       | ラデク・ステパネク             | 6-4, 7-5                |
| サンノゼ         | 118th  | 2007                 | アンディ・マレー           | イボ・カルロビッチ             | 6-7(3-7), 6-4, 7-6(7-2) |
| サンノゼ         | 117th  | 2006                 | アンディ・マレー           | レイトン・ヒューイット         | 2-6, 6-1, 7-6           |
| サンノゼ         | 116th  | 2005                 | アンディ・ロディック       | シリル・ソールニエ             | 6-0, 6-4                |
| サンノゼ         | 115th  | 2004                 | アンディ・ロディック       | マーディ・フィッシュ           | 7-6(15-13), 6-4         |
| サンノゼ         | 114th  | 2003                 | アンドレ・アガシ           | ダビデ・サンギネッティ         | 6-3, 6-1                |
| サンノゼ         | 113th  | 2002                 | レイトン・ヒューイット     | アンドレ・アガシ               | 4-6, 7-6(8-6), 7-6(7-4) |
| サンノゼ         | 112th  | 2001                 | グレグ・ルーゼドスキー     | アンドレ・アガシ               | 6-3, 6-4                |
| サンノゼ         | 111th  | 2000                 | マーク・フィリポーシス     | ミカエル・ティルストロム       | 7-5, 4-6, 6-3           |
| サンノゼ         | 110th  | 1999                 | マーク・フィリポーシス     | セシル・マミット               | 6-3, 6-2                |
| サンノゼ         | 109th  | 1998                 | アンドレ・アガシ           | ピート・サンプラス             | 6-2, 6-4                |
| サンノゼ         | 108th  | 1997                 | ピート・サンプラス         | グレグ・ルーゼドスキー         | 3-6, 5-0 棄権           |
| サンノゼ         | 107th  | 1996                 | ピート・サンプラス         | アンドレ・アガシ               | 6-2, 6-3                |
| サンノゼ         | 106th  | 1995                 | アンドレ・アガシ           | マイケル・チャン               | 6-2, 1-6, 6-3           |
| サンノゼ         | 105th  | 1994                 | レンゾ・フルラン           | マイケル・チャン               | 3-6, 6-3, 7-5           |
| サンフランシスコ | 104th  | 1993                 | アンドレ・アガシ           | ブラッド・ギルバート           | 6-2, 6-7(4-7), 6-2      |
| サンフランシスコ | 103rd  | 1992                 | マイケル・チャン           | ジム・クーリエ                 | 6-3, 6-3                |
| サンフランシスコ | 102nd  | 1991                 | ダレン・ケーヒル           | ブラッド・ギルバート           | 6-2, 3-6, 6-4           |
| サンフランシスコ | 101st  | 1990                 | アンドレ・アガシ           | トッド・ウィッツケン           | 6-1, 6-3                |
| サンフランシスコ | 100th  | 1989                 | ブラッド・ギルバート       | アンダース・ヤリード           | 7-5, 6-2                |
| サンフランシスコ | 99th   | 1988                 | マイケル・チャン           | ヨハン・クリーク               | 6-2, 6-3                |
| サンフランシスコ | 98th   | 1987                 | ピーター・ルンドグレン     | ジム・ピュー                   | 6-1, 7-5                |
| サンフランシスコ | 97th   | 1986                 | ジョン・マッケンロー       | ジミー・コナーズ               | 7-6, 6-3                |
| サンフランシスコ | 96th   | 1985                 | ステファン・エドベリ       | ヨハン・クリーク               | 6-4, 6-2                |
| サンフランシスコ | 95th   | 1984                 | ジョン・マッケンロー       | ブラッド・ギルバート           | 6-4, 6-4                |
| サンフランシスコ | 94th   | 1983                 | イワン・レンドル           | ジョン・マッケンロー           | 3-6, 7-6, 6-4           |
| サンフランシスコ | 93rd   | 1982                 | ジョン・マッケンロー       | ジミー・コナーズ               | 6-1, 6-3                |
| サンフランシスコ | 92nd   | 1981                 | エリオット・テルチャー     | ブライアン・ティーチャー       | 6-3, 7-6                |
| サンフランシスコ | 91st   | 1980                 | ジーン・メイヤー           | エリオット・テルチャー         | 6-2, 2-6, 6-1           |
| サンフランシスコ | 90th   | 1979                 | ジョン・マッケンロー       | ピーター・フレミング           | 4-6, 7-5, 6-2           |
| サンフランシスコ | 89th   | 1978                 | ジョン・マッケンロー       | ディック・ストックトン         | 2-6, 7-6, 6-2           |
| サンフランシスコ | 88th   | 1977                 | ブッチ・ウォルツ           | ブライアン・ゴッドフリード     | 4-6, 6-3, 7-5           |
| サンフランシスコ | 87th   | 1976                 | ロスコー・タナー           | ブライアン・ゴッドフリード     | 4-6, 7-5, 6-1           |
| サンフランシスコ | 86th   | 1975                 | アーサー・アッシュ         | ギリェルモ・ビラス             | 6-0, 7-6(7-4)           |
| サンフランシスコ | 85th   | 1974                 | ロス・ケイス               | アーサー・アッシュ             | 6-3, 5-7, 6-4           |
| サンフランシスコ | 84th   | 1973                 | ロイ・エマーソン           | ビョルン・ボルグ               | 5-7, 6-1, 6-4           |
| オールバニ       | 83rd   | 1972                 | ジミー・コナーズ           | ロスコー・タナー               | 6-2, 7-6                |
| バークレー       | 82nd   | 1971                 | ロッド・レーバー           | ケン・ローズウォール           | 6-4, 6-4, 7-6           |
| バークレー       | 81st   | 1970                 | アーサー・アッシュ         | クリフ・リッチー               | 6-4, 6-2, 6-4           |
| バークレー       | 80th   | 1969                 | スタン・スミス             | クリフ・リッチー               | 6-2, 6-3                |
| バークレー       | 79th   | 1968                 | スタン・スミス             | ジム・マクマナス               | 10-8, 6-1, 6-1          |
| バークレー       | 78th   | 1967                 | チャーリー・パサレル       | クリフ・リッチー               |                         |
| バークレー       | 77th   | 1966                 | フレッド・ストール         | チャーリー・パサレル           | 6-4, 2-6, 6-4           |
| バークレー       | 76th   | 1965                 | マーティー・リーセン       | デニス・ラルストン             | 5-7, 3-6, 6-1, 6-4, 8-6 |
| バークレー       | 75th   | 1964                 | マニュエル・サンタナ       |                                |                         |
| バークレー       | 74th   | 1963                 | ラファエル・オスナ         | ホイットニー・リード           | 3-6, 6-4, 6-1, 6-1      |
| バークレー       | 73rd   | 1962                 | デニス・ラルストン         | ヤン＝エリック・ルンドクイスト |                         |
| バークレー       | 72nd   | 1961                 | アントニオ・パラフォックス |                                |                         |
| バークレー       | 71st   | 1960                 | バリー・マッケイ           | ジョン・ダグラス               | 6-3, 6-2, 6-4           |
| バークレー       | 70th   | 1959                 | バリー・マッケイ           | ラーマナータン・クリシュナン   | 7-5, 6-4, 1-6, 6-2      |
| バークレー       | 69th   | 1958                 | バッジ・パティー           | マイク・デイヴィーズ           |                         |
| バークレー       | 68th   | 1957                 | スベン・デビッドソン       | ビック・セイシャス             | 7-5, 0-6, 6-1, 6-4      |
| バークレー       | 67th   | 1956                 | アシュレー・クーパー       | ルイス・アヤラ                 | 4-6, 6-3, 6-4, 6-4      |
| バークレー       | 66th   | 1955                 | トニー・トラバート         | ビック・セイシャス             | 4-6, 6-3, 6-4, 7-5      |
| バークレー       | 65th   | 1954                 | トニー・トラバート         | ビック・セイシャス             | 6-3, 6-4, 6-3           |
| バークレー       | 64th   | 1953                 | トニー・トラバート         | ビック・セイシャス             | 7-5, 6-3, 6-2           |
| バークレー       | 63rd   | 1952                 | ディック・サビット         | アーサー・ラーセン             | 10-8, 6-3, 6-4          |
| バークレー       | 62nd   | 1951                 | テッド・シュローダー       | ビック・セイシャス             | 6-4, 6-4, 6-2           |
| バークレー       | 61st   | 1950                 |                            |                                |                         |
| バークレー       | 60th   | 1949                 | テッド・シュローダー       | エリック・スタージェス         | 6-1, 6-3, 6-1           |
| サンフランシスコ | 59th   | 1948                 | テッド・シュローダー       | パンチョ・ゴンザレス           | 6-4, 4-6, 6-3, 6-1      |
| サンフランシスコ | 58th   | 1947                 |                            |                                |                         |
| サンフランシスコ | 57th   | 1946                 | ジャック・クレイマー       | エディ・モイラン               | 7-5, 4-6, 7-5, 6-3      |
| サンフランシスコ | 56th   | 1945                 | Pfc. トム・ブラウン        | ハリー・リカス                 | 6-2, 2-6, 6-3           |
| サンフランシスコ | 55th   | 1944                 | Lt. Edwin Amark            | モーレイ・ルイス               | 6-4, 6-4, 6-2           |
| サンフランシスコ | 54th   | 1943                 |                            |                                |                         |
| サンフランシスコ | 53rd   | 1942                 |                            |                                |                         |
| バークレー       | 52nd   | 1941                 | フランク・コバックス       | ボビー・リッグス               | 6-2, 6-2, 6-1           |
| バークレー       | 51st   | 1940                 | ボビー・リッグス           | フランク・コバックス           | 6-4, 2-6, 6-2           |
| バークレー       | 50th   | 1939                 | ボビー・リッグス           |                                |                         |
| バークレー       | 49th   | 1938                 | ハリー・ホップマン         | Jack Tidball                   | 5-7, 6-2, 7-5, 8-6      |
| バークレー       | 48th   | 1937                 | ドン・バッジ               | ボビー・リッグス               | 4-6, 6-3, 6-2, 6-4      |
| バークレー       | 47th   | 1936                 | ドン・バッジ               | ウォルター・シニア             | 6-1, 6-0, 6-3           |
| バークレー       | 46th   | 1935                 | ドン・バッジ               | ボビー・リッグス               | 6-2, 6-0, 7-9, 6-4      |
| バークレー       | 45th   | 1934                 | フレッド・ペリー           | ドン・バッジ                   | 3-6, 6-4, 7-5, 1-6, 7-5 |
| サンフランシスコ | 44th   | 1933                 | キース・グレッドヒル       | レスター・ストーフェン         | 3-6, 4-6, 6-4, 9-7, 6-3 |
| サンフランシスコ | 43rd   | 1932                 | フレッド・ペリー           | ヘンリー・オースティン         | 3-6, 6-4, 8-6, 6-1      |
| サンフランシスコ | 42nd   | 1931                 | エルスワース・バインズ     | フレッド・ペリー               | 6-3, 21-19, 6-0         |
| バークレー       | 41st   | 1930                 | ジョージ・ロット           | キース・グレッドヒル           | 6-3, 6-2, 6-1           |
| バークレー       | 40th   | 1929                 |                            |                                |                         |
| バークレー       | 39th   | 1928                 | クランストン・ホルマン     |                                |                         |
| バークレー       | 38th   | 1927                 | ビル・ジョンストン         | クラレンス・グリフィン         | 6-2, 6-1, 6-3           |
| バークレー       | 37th   | 1926                 | ビル・ジョンストン         |                                |                         |
| バークレー       | 35th   | 1924                 | ハワード・キンゼイ         | クラレンス・グリフィン         | 2-6, 5-7, 6-2, 7-5, 6-4 |
| バークレー       | 34th   | 1923                 | ハワード・キンゼイ         | クラレンス・グリフィン         |                         |
| バークレー       | 33rd ? | 1922                 | ビル・ジョンストン         | ビル・チルデン                 | 7-5, 7-9, 6-1, 6-0      |
| サンラファエル   |        |                      |                            |                                |                         |
| 11th             | 1890   |                      |                            |                                |                         |
| 10th             | 1898   |                      |                            |                                |                         |
| 9th              | 1897   |                      |                            |                                |                         |
| 8th              | 1896   | サムナー・ハーディ   |                            |                                |                         |
| 7th              | 1895   | サムナー・ハーディ   | サミュエル・ハーディ       | 6-3, 4-6, 8-6, 6-2             |                         |
| 6th              | 1894   | サミュエル・ハーディ |                            |                                |                         |
| 2nd              | 1890   |                      |                            |                                |                         |
| モントレー       | 1st    | 1889                 |                            |                                |                         |

### 男子ダブルス
| 開催地           | 年   | 優勝                                                | 準優勝                                              | 試合結果                |
| ---------------- | ---- | --------------------------------------------------- | --------------------------------------------------- | ----------------------- |
| サンノゼ         | 2013 | グザビエ・マリス フランク・モーザー                 | レイトン・ヒューイット マリンコ・マトセビッチ       | 6–0, 6–7(5), [10–4]     |
| サンノゼ         | 2012 | マーク・ノールズ グザビエ・マリス                   | ケビン・アンダーソン フランク・モーザー             | 6–4, 1–6, [10–5]        |
| サンノゼ         | 2011 | スコット・リプスキー ラジーブ・ラム                 | アレハンドロ・ファジャ グザビエ・マリス             | 6–4, 4–6, [10–8]        |
| サンノゼ         | 2010 | マーディ・フィッシュ サム・クエリー                 | ベンヤミン・ベッカー レオナルド・マイエル           | 7–6(7-3), 7–5           |
| サンノゼ         | 2009 | トミー・ハース ラデク・ステパネク                   | ロハン・ボパンナ ヤルコ・ニエミネン                 | 6-2, 6-3                |
| サンノゼ         | 2008 | スコット・リプスキー デイヴィッド・マーティン       | ボブ・ブライアン マイク・ブライアン                 | 7-6(7-4), 7-5           |
| サンノゼ         | 2007 | エリック・バトラック ジェイミー・マレー             | クリス・ハガード ライナー・シュットラー             | 7-5, 7-6(8-6)           |
| サンノゼ         | 2006 | ジョン・マッケンロー ヨナス・ビョルクマン           | ポール・ゴールドスタイン ジム・トーマス             | 7-6(7-2), 4-6, 10-7     |
| サンノゼ         | 2005 | ウェイン・アーサーズ ポール・ハンリー               | イブ・アレグロ ミヒャエル・コールマン               | 7-6(7-4), 6-4           |
| サンノゼ         | 2004 | ジェームズ・ブレーク マーディ・フィッシュ           | リック・リーチ ブライアン・マクフィー               | 6-2, 7-5                |
| サンノゼ         | 2003 | 李亨澤 ウラジミール・ボルチコフ                     | ポール・ゴールドスタイン ロバート・ケンドリック     | 7-5, 4-6, 6-3           |
| サンノゼ         | 2002 | ウェイン・ブラック ケビン・ウリエット               | ジョン＝ラフニー・デ・ヤーガー ロビー・コーニング   | 6-3, 4-6, 10-5          |
| サンノゼ         | 2001 | マーク・ノールズ ブライアン・マクフィー             | ジャン＝マイケル・ギャンビル ジョナサン・スターク   | 6-3, 7-6(47-)           |
| サンノゼ         | 2000 | ジャン＝マイケル・ギャンビル スコット・ハンフリーズ | ルーカス・アーノルド・カー エリック・タイノ         | 6-1, 6-4                |
| サンノゼ         | 1999 | トッド・ウッドブリッジ マーク・ウッドフォード       | アレクサンダー・キティノフ ネナド・ジモニッチ       | 7-5, 6-7(3-7), 6-4      |
| サンノゼ         | 1998 | トッド・ウッドブリッジ マーク・ウッドフォード       | ネルソン・エルツ アンドレ・サ                       | 6-1, 7-5                |
| サンノゼ         | 1997 | ブライアン・マクフィー ゲーリー・ミュラー           | マーク・ノールズ ダニエル・ネスター                 | 4-6, 7-6, 7-5           |
| サンノゼ         | 1996 | トレバー・クロネマン デビッド・マクファーソン       | リッチー・レネバーグ ジョナサン・スターク           | 6-4, 3-6, 6-3           |
| サンノゼ         | 1995 | ジム・グラブ パトリック・マッケンロー               | アレックス・オブライエン サンドン・ストール         | 3-6, 7-5, 6-0           |
| サンノゼ         | 1994 | リック・リーチ ジャレッド・パーマー                 | バイロン・ブラック ジョナサン・スターク             | 4-6, 6-4, 6-4           |
| サンフランシスコ | 1993 | スコット・デービス ヤッコ・エルティン               | パトリック・マッケンロー ジョナサン・スターク       | 6-1, 4-6, 7-5           |
| サンフランシスコ | 1992 | ジム・グラブ リッチー・レネバーグ                   | ピーター・アルドリッチ ダニー・ヴィッサー           | 6-4, 7-5                |
| サンフランシスコ | 1991 | ウォリー・マスー ジェイソン・ストルテンバーグ       | ロニー・ボートマン リカルド・バーグ                 | 4-6, 7-6, 6-4           |
| サンフランシスコ | 1990 | ケリー・ジョーンズ ロバート・ヴァントホフ           | グレン・レイエンデッカー リッチー・レネバーグ       | 2-6, 7-6, 6-3           |
| サンフランシスコ | 1989 | ピーター・アルドリッチ ダニー・ヴィッサー           | ポール・アナコーン クリスト・ヴァン・レンスバーグ   | 6-4, 6-3                |
| サンフランシスコ | 1988 | ジョン・マッケンロー マーク・ウッドフォード         | リック・リーチ ジム・ピュー                         | 6-4, 7-6                |
| サンフランシスコ | 1987 | ジム・グラブ パトリック・マッケンロー               | グレン・レイエンデッカー トッド・ウィッツケン       | 6-2, 0-6, 6-4           |
| サンフランシスコ | 1986 | ピーター・フレミング ジョン・マッケンロー           | マイク・デ・パルマ ゲーリー・ドネリー               | 6-4, 7-6                |
| サンフランシスコ | 1985 | ポール・アナコーン クリスト・ヴァン・レンスバーグ   | ブラッド・ギルバート サンディ・メイヤー             | 3-6, 6-3, 6-4           |
| サンフランシスコ | 1984 | ピーター・フレミング ジョン・マッケンロー           | マイク・デ・パルマ サミー・ジアマルバ・ジュニア     | 6-3, 6-4                |
| サンフランシスコ | 1983 | ピーター・フレミング パトリック・マッケンロー       | イワン・レンドル ヴィンセント・ヴァン・パッテン     | 6-1, 6-2                |
| サンフランシスコ | 1982 | フリッツ・ビューニング ブライアン・ティーチャー     | マーティン・デービス クリス・ダンク                 | 6-7(5-7), 6-2, 7-5      |
| サンフランシスコ | 1981 | ピーター・フレミング ジョン・マッケンロー           | マーク・エドモンドソン シャーウッド・スチュワート   | 6-2, 6-2                |
| サンフランシスコ | 1980 | ピーター・フレミング ジョン・マッケンロー           | ジーン・メイヤー サンディ・メイヤー                 | 6-4, 6-3,               |
| サンフランシスコ | 1979 | ピーター・フレミング ジョン・マッケンロー           | ヴォイチェフ・フィバク フルー・マクミラン           | 6-2, 6-3                |
| サンフランシスコ | 1978 | ピーター・フレミング ジョン・マッケンロー           | ボブ・ルッツ スタン・スミス                         | 5-7, 6-4, 6-4           |
| サンフランシスコ | 1977 | マーティー・リーセン ディック・ストックトン         | フレッド・マクネアー シャーウッド・スチュワート     | 6-4, 1-6, 6-4           |
| サンフランシスコ | 1976 | ディック・ストックトン ロスコー・タナー             | ブライアン・ゴッドフリート ボブ・ヒューイット       | 6-3, 6-4                |
| サンフランシスコ | 1975 | フレッド・マクネアー シャーウッド・スチュワート     | アラン・ストーン キム・ウォーウィック               | 6-2, 7-6(7-3)           |
| サンフランシスコ | 1974 | ボブ・ルッツ スタン・スミス                         | ジョン・アレクサンダー シド・ボル                   | 7-5, 6-7(5-7), 6-4      |
| サンフランシスコ | 1973 | ロイ・エマーソン スタン・スミス                     | オヴェ・ニルス・ベングトソン ジム・マクマヌス       | 6-2, 6-1                |
| オールバニ       | 1972 | ボブ・ヒューイット フルー・マクミラン               | オヴェ・ニルス・ベングトソン ビョルン・ボルグ       | 6-4, 6-2                |
| バークレー       | 1971 | ロイ・エマーソン ロッド・レーバー                   | ケン・ローズウォール フレッド・ストール             | 6-3, 6-3                |
| バークレー       | 1970 | ボブ・ルッツ スタン・スミス                         | ロイ・バース トム・ゴーマン                         | 6-2, 7-5, 4-6, 6-2      |
| バークレー       | 1969 | スタン・スミス トマス・コッチ                       | テリー・アディソン レイ・ケルディー                 | 6-1, 6-3                |
| バークレー       | 1967 | マーティ・リーセン クラーク・グレーブナー           | ボブ・ヒューイット レイモンド・ムーア               | 6-4, 12-10              |
| バークレー       | 1963 | ラファエル・オスナ アントニオ・パラフォックス       | ビル・ボンド トム・エドルフセン                     | 4-6, 6-4, 6-4, 6-4      |
| バークレー       | 1960 | クリフ・メイン ヒュー・ディツラー                   | ビル・クロスビー ホイットニー・リード               | 5-7, 6-4, 6-4, 6-2      |
| バークレー       | 1959 | ノエル・ブラウン ヒュー・スチュワート               | バリー・マッケイ ウィリアム・クイリアン             | 6-4, 10-8, 1-6, 7-5     |
| バークレー       | 1957 | クルト・ニールセン ロバート・ハウ                   | スベン・デビッドソン ルイス・アヤラ                 | 4-6, 22-20, 6-3         |
| バークレー       | 1956 | シドニー・シュワルツ ヒュー・スチュワート           | ルイス・アヤラ ウルフ・シュミット                   | 6-4, 3-6, 7-5           |
| バークレー       | 1955 | トニー・トラバート ビック・セイシャス               | エンリケ・モレア ロジャー・ベッカー                 | 6-3, 6-4                |
| バークレー       | 1953 | トニー・トラバート ビック・セイシャス               | エンリケ・モレア ヒュー・スチュワート               | 6-4, 6-2, 6-4           |
| バークレー       | 1952 | ディック・サビット ビック・セイシャス               | アート・ラーセン ノエル・ブラウン                   | 2-6, 6-4, 2-6, 6-2, 7-5 |
| バークレー       | 1951 | テッド・シュローダー バッジ・パティー               | ビック・セイシャス ハミルトン・リチャードソン       | 5-7, 6-3, 6-2, 7-5      |
| バークレー       | 1949 | テッド・シュローダー エリック・スタージェス         | ヤロスラフ・ドロブニー ウラジミール・チェルマク     | 6-3, 4-6, 7-9, 6-4      |
| サンフランシスコ | 1946 | ジャック・クレーマー ボブ・ファルケンバーグ         | セイモア・グリーンバーグ レナート・ベルゲリン       | 6-3, 6-3, 9-7           |
| サンフランシスコ | 1945 | Pfc. トム・ブラウン ハリー・バッティマー            | Edwin Amark Capt. マイロン・マクナマラ              | 8-1, 6-3, 6-4           |
| サンフランシスコ | 1944 | ジェラルド・ストラトフォード ハワード・ブレスン     | Sgt. ジャック・ガーリー ニック・カーター            | 5-7, 8-6, 6-4           |
| バークレー       | 1938 | ハリー・ホップマン レオナルド・シュワルツ           | ジャック・ブロムウィッチ エイドリアン・クイスト     | 7-5, 2-6, 6-1, 6-0      |
| バークレー       | 1936 | ドン・バッジ ヘンリー・カリー                       | ウェイン・サビン エルウッド・クック                 | 6-4, 9-7, 6-3           |
| バークレー       | 1935 | ドン・バッジ ジーン・スミス                         | ウェイン・サビン ハワード・ブレスン                 | 6-2, 6-3, 7-5           |
| バークレー       | 1934 | ドン・バッジ ジーン・マコ                           | ジェラルド・ストラトフォード フィル・ニアー         | 6-3, 8-6, 3-6, 6-1      |
| サンフランシスコ | 1933 | ジェラルド・ストラトフォード フィル・ニアー         | ジョー・コフリン レスター・ステファン               | 6-2, 6-3, 6-4           |
| サンフランシスコ | 1932 | フィル・ニアー エド・レヴィ                         | 佐藤次郎 桑原孝夫                                   | 6-1, 6-1, 0-6, 1-6, 6-3 |
| サンフランシスコ | 1931 | レスター・ステファン シドニー・ウッド               | Hughes フレッド・ペリー                             | 6-4, 6-4, 6-3           |
| バークレー       | 1930 | ウイルマー・アリソン ジョン・バン・リン             | クランストン・ホルマン ジェラルド・ストラトフォード | 7-5, 6-3, 6-0           |
| バークレー       | 1924 | ハワード・キンゼイ クラレンス・グリフィン           | ローランド・ロバーツ 不明                           |                         |

### 女子シングルス
| 開催地           | 年    | 優勝                                     | 準優勝                                   | 試合結果        |
| ---------------- | ----- | ---------------------------------------- | ---------------------------------------- | --------------- |
| オークランド     | 1972  | マーガレット・コート                     | ビリー・ジーン・キング                   | 6-2, 6-4        |
| バークレー       | 1971  | マーシー・ルイーズ                       | バーバラ・ドーンズ                       | 7-5, 6-3        |
| バークレー       | 1970  | ナンシー・リッチー                       | ローズマリー・カザルス                   | 7-6, 6-4        |
| バークレー       | 1969  | マーガレット・コート                     | ウィニー・ショウ                         | 6-4, 5-7, 6-0   |
| バークレー       | 1968  | マーガレット・コート                     | マリア・ブエノ                           | 6-4, 7-5        |
| バークレー       | 1967  | フランソワーズ・デュール                 | キャロル・コールドウェル・グレーブナー   | 6-4, 6-3        |
| バークレー       | 1966  | マリア・ブエノ                           | ローズマリー・カザルス                   | 6-4, 2-6, 6-1   |
| バークレー       | 1965  | ジュディ・テガート                       | ローズマリー・カザルス                   | 6-4, 3-6, 7-5   |
| バークレー       | 1964  | ジュディ・テガート                       | ミミ・アーノルド                         | 6-2, 6-4        |
| バークレー       | 1963  | ダーリーン・ハード                       | マリア・ブエノ                           | 6-3, 6-3        |
| バークレー       | 1962  | ダーリーン・ハード                       | レネ・シュールマン                       | 6-3, 6-3        |
| バークレー       | 1961  | ダーリーン・ハード                       | アン・ヘイドン＝ジョーンズ               | 3-6, 7-5, 6-3   |
| バークレー       | 1960  | ダーリーン・ハード                       | アン・ヘイドン＝ジョーンズ               | 6-2, 6-3        |
| バークレー       | 1959  | ドロシー・ヘッド・ノード                 | アン・ヘイドン＝ジョーンズ               | 7-5, 6-4        |
| バークレー       | 1958  | クリスティン・トルーマン                 | ダーリーン・ハード                       | 6-2, 6-4        |
| バークレー       | 1957  | アリシア・ギブソン                       | ルイーズ・ブラフ                         | 6-4, 6-3        |
| バークレー       | 1956  | シャーリー・ブルーマー                   | ドロシー・チーニー                       | 6-0, 6-1        |
| バークレー       | 1955  | アンジェラ・モーティマー                 | シャーリー・ブルーマー                   | 4-6, 6-3, 6-4   |
| バークレー       | 1954  | ヴァージニア・ウォルヘンデン・コバックス | アン・シルコック                         | 9-7, 6-1        |
| バークレー       | 1953  | モーリーン・コノリー・ブリンカー         | シャーリー・フライ                       | 6-0, 9-7        |
| バークレー       | 1952  | シャーリー・フライ                       | テルマ・コイン・ロング                   | 7-9, 6-2, 6-4   |
| バークレー       | 1951  | ドロシー・ヘッド・ノード                 | アニタ・カンター                         | 4-6, 13-11, 6-0 |
| バークレー       | 1950* | パトリシア・カニング・トッド             | マグダ・ルラック                         | 6-2, 6-1        |
| サンフランシスコ | 1949* | ドリス・ハート                           | ドロシー・ヘッド・ノード                 | 6-3, 6-4        |
| サンフランシスコ | 1948* | グッシー・モーラン                       | ヴァージニア・ウォルヘンデン・コバックス | 2-6, 6-1, 6-2   |
| サンフランシスコ | 1947  | マーガレット・オズボーン・デュポン       | バーバー・クレイス                       | 6-4, 6-1        |
| サンフランシスコ | 1946  | 開催中止                                 | 開催中止                                 | 開催中止        |
| サンフランシスコ | 1945  | ポーリーン・ベッツ・アディー             | マーガレット・オズボーン・デュポン       | 6-2, 7-5        |
| サンフランシスコ | 1944  | マーガレット・オズボーン・デュポン       | ルイーズ・ブラフ                         | 8-6, 3-6, 8-6   |
| サンフランシスコ | 1943  | ルイーズ・ブラフ                         | マーガレット・オズボーン・デュポン       | 6-4, 2-6, 6-2   |
| サンフランシスコ | 1942  | マーガレット・オズボーン・デュポン       | バーバー・クレイス                       | 6-1, 6-0        |
| バークレー       | 1941  | マーガレット・オズボーン・デュポン       | パトリシア・カニング・トッド             | 10-8, 2-6, 6-3  |
| バークレー       | 1940  | ヴァージニア・ウォルヘンデン・コバックス | ヘレン・ジェイコブス                     | 6-4, 6-2        |
| バークレー       | 1939  | サラ・ポールフリー・クック               | ヴァージニア・ウォルヘンデン・コバックス | 6-4, 6-1        |
| バークレー       | 1938  | シモーヌ・マチュー                       | ナンシー・ウィン・ボルトン               | 6-1, 6-0        |
| バークレー       | 1937  | アニタ・リザナ                           | マーゴット・ラム                         | 6-2, 6-2        |
| バークレー       | 1936  | マーガレット・オズボーン・デュポン       | ヴァージニア・ウォルヘンデン・コバックス | 0-6, 6-1, 6-3   |
| バークレー       | 1935  | エセル・アーノルド                       | カロリン・バブコック                     | 6-3, 6-3        |
| バークレー       | 1934  | ケイ・スタマーズ                         | フレッダ・ジェームス                     | 3-6, 6-4, 6-3   |
| サンフランシスコ | 1933  | アリス・マーブル                         | ドロシー・ラウンド                       | 6-4, 6-1        |
| サンフランシスコ | 1932  | アリス・マーブル                         | L・A・ハーパー                           | 6-2, 6-2        |
| バークレー       | 1931  | エディス・クロス                         | ドロシー・ワイゼル                       | 6-4, 2-6, 7-5   |
| バークレー       | 1930  | ヘレン・ウィルス・ムーディ               | L・A・ハーパー                           | 6-3, 6-1        |
| バークレー       | 1929  | エセル・バークハード                     |                                          |                 |
| バークレー       | 1928  | エディス・クロス                         |                                          |                 |
| バークレー       | 1927  | ヘレン・ジェイコブス                     |                                          |                 |
| バークレー       | 1926  | ヘレン・ジェイコブス                     | ヘレン・ベイカー                         | 3-6, 6-4, 6-0   |
| バークレー       | 1925  | ヘレン・ウィルス・ムーディ               | シャーロット・ホスマー・チェイピン       | 6-4, 6-0        |
| バークレー       | 1924  | シャーロット・ホスマー・チェイピン       | エイブリー・フィレット                   | 8-6, 2-6, 6-3   |
| バークレー       | 1923  | ヘレン・ウィルス・ムーディ               |                                          |                 |
| バークレー       | 1922  | ヘレン・ウィルス・ムーディ               | リーム・リーチマン                       | 6-1, 6-0        |

- 1948年大会から1950年大会のこの部門は全米女子ハードコート選手権の合同大会として扱われた。

### 女子ダブルス
| 開催地           | 年   | 優勝                                                        | 準優勝                                                      | 試合結果      |
| ---------------- | ---- | ----------------------------------------------------------- | ----------------------------------------------------------- | ------------- |
| バークレー       | 1969 | マーガレット・スミス・コート レスリー・ハント               | ケリー・ハリス ウィニー・ショウ                             | 6-3, 6-4      |
| バークレー       | 1967 | ロージー・カザルス ビリー・ジーン・キング                   | フランソワーズ・デュール ジュディ・テガート                 | 6-3, 6-4      |
| バークレー       | 1965 | ジュディ・テガート キャロル・コールドウェル・グレーブナー   | ロージー・カザルス セシリア・マルティネス                   | 6-1, 6-2      |
| バークレー       | 1963 | ダーリーン・ハード マリア・ブエノ                           | ディアドリー・カット エリザベス・スターキー                 | 6-0, 6-4      |
| バークレー       | 1960 | ダーリーン・ハード マリア・ブエノ                           | クリスティン・トルーマン アン・ヘイドン＝ジョーンズ         | 6-2, 6-2      |
| バークレー       | 1959 | ジャネット・ホップス ファレル・フットマン                   | アン・ヘイドン＝ジョーンズ ドロシー・ヘッド・ノード         | 5-7, 6-4, 6-4 |
| バークレー       | 1957 | ジャネット・ホップス メアリー・ベビス・ホートン             | ルイーズ・ブラフ バーバラ・スコフィールド                   | 3-6, 6-4, 6-2 |
| バークレー       | 1956 | シャーリー・ブルーマー マーサ・ヘルナンデス                 | ドロシー・バンディ マーガレット・ウォーレン                 | 6-3, 6-0      |
| バークレー       | 1955 | アンジェラ・モーティマー アンジェラ・バクストン             | シャーリー・ブルーマー バーバラ・ブラッドリー               | 7-5, 6-3      |
| バークレー       | 1953 | モーリーン・コノリー ネル・ホール・ホップマン               | ドロシー・バンディ マーガレット・ウォーレン                 | 6-3, 9-7      |
| バークレー       | 1951 | ドロシー・ヘッド・ノード ジャネット・ホップス               | パトリシア・ワード・ヘイルズ ヘレン・フレッチャー           | 6-1, 6-2      |
| バークレー       | 1949 | ガートルード・モラン バージニア・ウォルヘンデン・コバックス | ドリス・ハート シャーリー・フライ                           | 6-2, 6-4      |
| サンフランシスコ | 1946 | マーガレット・オズボーン・デュポン バーバーー・クレイズ     | ドロシー・ヘッド・ノード フィリス・ハンター                 | 6-2, 6-1      |
| サンフランシスコ | 1945 | マーガレット・オズボーン・デュポン ルイーズ・ブラフ         | ドロシー・ヘッド・ノード フィリス・ハンター                 | 6-1, 6-3      |
| バークレー       | 1940 | メアリーハードウィック マーガレット・オズボーン・デュポン   | グラッシン・ウィーラー・ケラー ジャック・ニールセン         | 6-4, 6-4      |
| バークレー       | 1937 | ケイ・スタマーズ フレッダ・ジェームス                       | ヘレン・ジェイコブス ドロシー・ワークマン                   | 6-4, 6-4      |
| バークレー       | 1934 | フレッダ・ジェームス ベティ・ナットール                     | ガッシー・ラーゲナー マーガレット・オズボーン・デュポン     | 6-3, 6-2      |
| サンフランシスコ | 1933 | ドロシー・ラウンド メアリー・ヒーリー                       | アリス・マーブル エリザベス・ライアン                       | 1-6, 6-2, 6-4 |
| サンフランシスコ | 1932 | エディス・クロス L・A・ハーパー                             | アリス・マーブル ゴルダ・グロス                             | 6-3, 6-2      |
| バークレー       | 1930 | L・A・ハーパー エディス・クロス                             | マージョリー・グラッドマン・バン・リン マージョリー・モリル | 4-6, 6-3, 6-2 |
| バークレー       | 1924 | エイブリー・フィレット キャロライン・シュワルツ             | リーム・リッチマン ゴルダ・グロス                           | 1-6, 6-1, 6-4 |
| バークレー       | 1923 | ヘイゼル・ホッチキス・ワイトマン ヘレン・ウィルス           | J・C・クッシング カーメン・タリロン                         | 6-2, 6-2      |

### 混合ダブルス
| 開催地           | 年   | 優勝                                                          | 準優勝                                                  | 試合結果       |
| ---------------- | ---- | ------------------------------------------------------------- | ------------------------------------------------------- | -------------- |
| バークレー       | 1967 | ロージー・カザルス マーティー・リーセン                       | ジュディ・ヘルドマン トルベン・ウルリッヒ               | 6-1, 6-4       |
| バークレー       | 1965 | ジュディ・テガート ジム・マクマナス                           | リン・アベス ドナルド・デル                             | 6-2, 6-1       |
| バークレー       | 1960 | キャロル・コールドウェル・グレーブナー クリス・コールドウェル | ビリー・ジーン・キング アントニオ・パラフォックス       | 4-6, 6-3, 6-4  |
| バークレー       | 1959 | ジャネット・ホップス ラーマナータン・クリシュナン             | マリー・アン・ミッチェル ドン・カーボウ                 | 6-2, 6-3       |
| バークレー       | 1955 | バーバラ・ブラッドリー エンリケ・モレア                       | バーバラ・バクストン ガードナー・ミュロイ               | 6-3            |
| バークレー       | 1953 | シャーリー・フライ エンリケ・モレア                           | ドロシー・バンディ ギル・シェイ                         | 6-2, 6-4       |
| バークレー       | 1951 | ヴァージニア・コバックス コンウェイ・キャットン               | アニタ・カンター フレッド・フィッシャー                 | 6-4, 7-5       |
| バークレー       | 1949 | ドリス・ハート エリック・スタージェス                         | ウィルマ・スミス ジャンニ・クチェッリ                   | 6-1, 11-9      |
| サンフランシスコ | 1945 | ヴァージニア・コバックス Pfc. トム・ブラウン                  | ポーリーン・ベッツ・アディー Capt. マイロン・マクナマラ | 7-5, 6-3       |
| サンフランシスコ | 1944 | マーガレット・オズボーン・デュポン Lt. Edwin Amark            | ヴァージニア・コバックス Pvt. トム・ブラウン            | 6-4, 2-6, 7-5  |
| バークレー       | 1940 | バージニア・ウォルヘンデン ジャック・クレーマー               | ヴァレリー・スコット ボビー・リッグス                   | 7-5, 3-6, 6-4  |
| バークレー       | 1937 | ヘレン・ウィルス・ムーディ ドン・バッジ                       | ケイ・スタマーズ ジェラルド・ストラトフォード           | 6-2, 4-6, 6-3  |
| バークレー       | 1936 | ヘレン・ウィルス・ムーディ ドン・バッジ                       | ヘレン・フル・ジェイコブス ヘンリー・カリー             | 5-7, 10-8, 6-4 |
| バークレー       | 1935 | フレッダ・ジェームス ドン・バッジ                             | エセル・バブコック ウィルマー・ハインズ                 |                |
| サンフランシスコ | 1931 | ヘレン・ウィルス・ムーディ ジョージ・ロット                   | エディス・クロス G・P・ヒューズ                         | 6-3, 3-6, 6-0  |
| バークレー       | 1930 | ヘレン・ウィルス・ムーディ ジョージ・ロット                   | エディス・クロス ウィルマー・アリソン                   | 6-2, 7-5       |